# 西荻北
西荻北（にしおぎきた）は、東京都杉並区の町名。現行行政地名は西荻北一丁目から西荻北五丁目。

## 地理
杉並区西部に位置する。西には武蔵野市との境界線があり、南にはJR東日本中央線・西荻窪駅が存在する。北部を善福寺川が東流している。北と東で上荻、中央線を跨いで南東の南荻窪と接し、同じく中央線を跨いで南の西荻南・松庵、
線路脇の一点で南西の武蔵野市吉祥寺南町、西で吉祥寺東町、北西で善福寺と接する。駅北口付近に商店街があり他の地域は概ね住宅地である。

### 河川
- 善福寺川

### 地価
住宅地の地価は、2025年（令和7年）1月1日の公示地価によれば、西荻北2-21-1の地点で73万円/m2、西荻北3-14-8の地点で76万5000円/m2となっている。

## 歴史
- 1964年（昭和39年）9月1日 - 住居表示を実施する[7]。

### 町名の変遷
| 実施後       | 実施年月日   | 実施前（各町名ともその一部）                                     |
| ------------ | ------------ | ---------------------------------------------------------------- |
| 西荻北一丁目 | 1964年9月1日 | 上荻窪一丁目、西荻窪二丁目、西荻窪三丁目                         |
| 西荻北二丁目 | 1964年9月1日 | 西荻窪三丁目、西荻窪二丁目                                       |
| 西荻北三丁目 | 1964年9月1日 | 西高井戸二丁目、松庵北町、井荻二丁目、西荻窪二丁目、西荻窪三丁目 |
| 西荻北四丁目 | 1964年9月1日 | 井荻三丁目、井荻二丁目                                           |
| 西荻北五丁目 | 1964年9月1日 | 井荻一丁目、関根町、宿町                                         |

## 世帯数と人口
2025年（令和7年）3月1日現在（杉並区発表）の世帯数と人口は以下の通りである。
| 丁目         | 世帯数     | 人口     |
| ------------ | ---------- | -------- |
| 西荻北一丁目 | 1,392世帯  | 2,334人  |
| 西荻北二丁目 | 2,475世帯  | 4,317人  |
| 西荻北三丁目 | 3,085世帯  | 4,784人  |
| 西荻北四丁目 | 2,374世帯  | 3,743人  |
| 西荻北五丁目 | 1,160世帯  | 1,983人  |
| 計           | 10,486世帯 | 17,161人 |

### 人口の変遷
国勢調査による人口の推移。
| 年                 | 人口   |
| ------------------ | ------ |
| 1995年（平成7年）  | 16,091 |
| 2000年（平成12年） | 16,314 |
| 2005年（平成17年） | 16,449 |
| 2010年（平成22年） | 17,296 |
| 2015年（平成27年） | 17,858 |
| 2020年（令和2年）  | 18,411 |

### 世帯数の変遷
国勢調査による世帯数の推移。
| 年                 | 世帯数 |
| ------------------ | ------ |
| 1995年（平成7年）  | 8,340  |
| 2000年（平成12年） | 8,869  |
| 2005年（平成17年） | 9,224  |
| 2010年（平成22年） | 9,880  |
| 2015年（平成27年） | 10,378 |
| 2020年（令和2年）  | 11,106 |

## 学区
区立小・中学校に通う場合、学区は以下の通りとなる（2016年1月時点）。
| 丁目         | 番地                              | 小学校                 | 中学校             |
| ------------ | --------------------------------- | ---------------------- | ------------------ |
| 西荻北一丁目 | 全域                              | 杉並区立桃井第三小学校 | 杉並区立荻窪中学校 |
| 西荻北二丁目 | 全域                              | 杉並区立桃井第三小学校 | 杉並区立荻窪中学校 |
| 西荻北三丁目 | 1～4番 15～23番 28～34番 39～45番 | 杉並区立桃井第三小学校 | 杉並区立荻窪中学校 |
| 西荻北三丁目 | 5～11番                           | 杉並区立松庵小学校     | 杉並区立荻窪中学校 |
| 西荻北三丁目 | 12〜14番 24〜27番 35〜38番        | 杉並区立井荻小学校     | 杉並区立荻窪中学校 |
| 西荻北四丁目 | 全域                              | 杉並区立井荻小学校     | 杉並区立荻窪中学校 |
| 西荻北五丁目 | 全域                              | 杉並区立井荻小学校     | 杉並区立荻窪中学校 |

## 事業所
2021年（令和3年）現在の経済センサス調査による事業所数と従業員数は以下の通りである。
| 丁目         | 事業所数  | 従業員数 |
| ------------ | --------- | -------- |
| 西荻北一丁目 | 47事業所  | 273人    |
| 西荻北二丁目 | 225事業所 | 1,910人  |
| 西荻北三丁目 | 383事業所 | 2,091人  |
| 西荻北四丁目 | 160事業所 | 604人    |
| 西荻北五丁目 | 60事業所  | 485人    |
| 計           | 875事業所 | 5,363人  |

### 事業者数の変遷
経済センサスによる事業所数の推移。
| 年                 | 事業者数 |
| ------------------ | -------- |
| 2016年（平成28年） | 861      |
| 2021年（令和3年）  | 875      |

### 従業員数の変遷
経済センサスによる従業員数の推移。
| 年                 | 従業員数 |
| ------------------ | -------- |
| 2016年（平成28年） | 5,147    |
| 2021年（令和3年）  | 5,363    |

## 施設
- 西荻窪郵便局
- 杉並西荻北郵便局
- 杉並区立西荻図書館
- ゆうゆう西荻北館（旧西荻敬老会館）
- 西荻北児童館
- 西荻北保育園
- 上水保育園西荻分園

## 教育機関
- 杉並区立桃井第三小学校
- 西荻学園幼稚園
- 杉並区立西荻北幼稚園

## 史跡
- 馬頭観音供養塔
- 三峯神社

他に地内に貞享 - 享保年間の地蔵がある。

## 交通

### 鉄道
| 隣接する街区の駅                                         |
| -------------------------------------------------------- |
| JR中央線 JR中央・総武線各駅停車 - 西荻窪駅(JC 10)(JB 03) |

- 街区南側境界が、西荻窪駅北口となる。
- 土日祝日は各駅停車（黄色および東京メトロ東西線直通列車）のみ停車。快速（橙色）は祝日等を除く月 - 金のみ停車する。

### バス
- 西武バス上石神井営業所 ｰｰｰ 周辺の路線を運行している。
- 関東バス青梅街道営業所 ｰｰｰ 周辺の路線を運行している。

### 道路
- 東京外環自動車道（建設中）
- 東京都道113号杉並武蔵野線（女子大通り）

## 出身者
- 伊藤蘭（女優、ナレーター、歌手）- 小学校低学年時に、出生地の武蔵野市吉祥寺北町から西荻北へ転居。

## その他

### 日本郵便
- 郵便番号 : 167-0042[3]（集配局 : 荻窪郵便局[17]）。